# Партизански блок
Партизански блок је један од стамбених блокова у београдском насељу Крњача, које се налази на територији општине Палилула.
Партизански блок се налази западно од Зрењанинског пута, који га одваја од блока Грга Андријановић. На северу граничи са блоком Сутјеска и потоком „Каловита“, на западу са јужним продужењем насеља Котеж и блоком Бранко Момиров на југу. Насеље је потпуно стамбено и у њему се налазе два важна објекта: стадион ФК Палилулац на крајњем западу насеља и хипермаркет „Метро“ који се налази на истоку, уз Зрењанински пут.